# Hålogalandsbron
Hålogalandsbron (norska: Hålogalandsbrua) är en vägbro som korsar Rombaksfjorden utanför Narvik i Narviks kommun i Nordland fylke i norra
Nordnorge. Bron har två körfält och en gång- och cykelbana.
Bron är Norges näst längsta hängbro och tredje längsta bro (2018). Bron, som stod klar 2018 (och öppnades av statsminister Erna Solberg), är en del av projektet att göra Europaväg 6 mellan Narvik och Bjerkvik säkrare och mer framkomlig. Förutom en avsevärd tidsvinst förkortades sträckan mellan  orterna med 18 kilometer. Lika mycket förkortades sträckan till Harstad-Narviks-Evenes flygplats och en del av brons finansiering kommer av att den lilla men centralt belägna Narvik-Framnes flygplats har lagts ned.